# Limnia pacifica
Limnia pacifica är en tvåvingeart som beskrevs av Elberg 1965. Limnia pacifica ingår i släktet Limnia och familjen kärrflugor. Inga underarter finns listade i Catalogue of Life.